# Kemono no Souja Erin
Kemono no Souja (яп. 獣の奏者 Кэмоно но Со:дзя, «Заклинательница зверей») — японский роман, автором которого является Нахоко Уэхаси, публиковалась издательством Kodansha с 2006 по 2009 год. Сюжет описывает девочку, которая обладает даром дружить с животными. Она оказывается втянутой в борьбу между двумя королевствами.
По мотивам романа была создана манга, которая публиковалась издательством Kodansha в журнале Monthly Shōnen Sirius с 25 октября 2008 года. Аниме-адаптация Kemono no Sōja Erin (яп. 獣の奏者エリン Кэмоно но Содзя Эрин, Заклинательница зверей Эрин), выпущенная совместно анимационными студиями Production I.G и Trans Arts начала транслироваться в Японии по телеканалу NHK с 10 января 2009 года.

## Сюжет
Десятилетняя Эрин живёт вместе со своей матерью в регионе Тай-Ко, в маленькой деревушке Акэ, славящейся во всём королевстве тем, что в ней выращивают и тренируют тодо — драконоподобных существ, которых люди эффективно используют на войне. Эрин очень любит животных, а тодо особенно. Её мать Соён является представителем древнего клана «туманных людей», которые могли использовать магию, управлять монстрами и «прятаться в тумане». Она работает главным врачом, лечащим тодо. Однажды ночью в деревне по таинственным обстоятельствам погибает множество тодо, значимых для королевства, и Соён как ответственную приговаривают к смерти. Эрин пытается спасти мать во время казни и оказывается вместе с ней в окружении диких тодо. Воспользовавшись секретной техникой «туманных людей» и совершая при этом преступление, Соён жертвует собой и спасает дочь. Таким образом, Эрин покидает родную деревню на спине у тодо.
Позже её подбирает пасечник Джон, который, видя способности и силу духа девочки, начинает её учить. С помощью Джона, теперь уже названого отца Эрин, девушка поступает вступает в воспитательную школу Казалм и начинает приручать детёныша королевского зверя — Лилан. Существует закон, о том, как следует выращивать королевских зверей, но так как Эрин о нём не знает, она нарушает его. Главная героиня становится единственным человеком способным управлять королевскими зверями и оказывается втянутой в войну между регионами Тай-Ко (под управлением генерала и тодо в его подчинении) и Син-О (часть страны, управляемая непосредственно королевой).

## Список персонажей
Эрин (яп. エリン) — главная героиня истории. Даже в ещё юном возрасте Эрин очень ответственная и серьёзная. В самом начале показано, что ей 10 лет, в первой половине истории ей 14 лет, а во второй — 18. Обладает уникальным даром находить общий язык со всем живым. Многие полагают, что Эрин слишком любопытна, из-за чего попадает в опасные ситуации. Также она очень заботливая, высоко ценит жизни как людей, так и животных, даже выше, чем свою. Категорически против того, чтобы люди использовали тодо и королевских зверей в войне. Она отказалась давать Лилан специальный напиток (Токудзи суи), который повысил бы её физические способности, но лишил способности летать и производить потомство. Верит, что однажды люди и звери смогут существовать в мире. Как представитель туманного народа со стороны матери, унаследовала зелёные глаза. По мере развития сюжета, она становится учителем школы Казалма, чтобы остаться с Лилан. В самом конце истории Эрин выходит замуж за Иару, у них рождается сын по имени Джеш.
Сэйю: Нанасэ Хосии
Лилан (яп. リラン Риран) — самка королевского зверя (эти животные имеют волчью голову, длинный хвост, две задние лапы и крылья вместо передних). Ещё щенком, её отдали на попечение Эрин, и теперь из людей она принимает только её. По мере взросления, учится летать и позже рожает от Эку детёныша Ару.
Эку (яп. エク) — самец королевского зверя. Изначально был диким, после получения ранения был подобран людьми, но не принимал их. Однако принимает Эрин, которая долгое время ухаживала за ним. Позже сближается с Лилан.
Син-О Харумия (яп. 真王ハルミヤ Син-о: Харумия) — королева Рёзы. Добрая женщина, которая любила свою страну и её подданных. В реальности мало знала об обществе вне стен её замка, в частности, она не могла повлиять на действия Дамии, который вскоре убил её.
Сэйю: Икуко Тани
Принцесса Сэймия (яп. セイミヤ) — внучка Син-О, молодая девушка и главная наследница на трон, который передаётся по женской линии. Она добродушный человек, уважающий свою бабушку, которая выступала против войны, но в то же время поддерживает и своего дядю Дамию. Питает любовные чувства к Сюнану, старшему сыну генерала округа Тай-Ко. Однако это было невыгодно для Дамии, который не хотел терять трон, и даже на какой-то момент добился своей цели, однако Сэймия и Сюнан поняли чувства друг друга и женились, объединив два региона в целое.
Сэйю: Микако Такахаси
Герцог Дамия (яп. ダミヤ) — племянник Син-О. Корыстный и хитрый человек. Располагает собственной мощной армией, убил предыдущею королеву (свою тётю), которая выступала категорически против войны. Всеми способами стремится разлучить Сэймию и Сюнана, так как их женитьба означала бы передачу власти им и лишение оной его самого. Так он инсценирует конфликт, втягивая Сэймию, чтобы испортить её отношения с Сюнаном. Кажется, что план идёт удачно, и Дамия в конце концов совершает попытку убить их обоих, но ситуацию спасает Эрин. Отчаянный Дамия кинулся на них с ножом, но его убивает Иару.
Сэйю: Акира Исида
Иару (яп. イアル Иару) — один из личных телохранителей Син-О. Широко известен в стане благодаря уникальной способности бегать со скоростью выше человеческих пределов. Ведёт себя холодно и нелюдимо с остальными, даже со своими товарищами и наставниками. Однако к Эрин у него складывается особое отношение, благодаря её силе духа и стремления к свету, истине. Стремится находится подальше от Эрин ради её безопасности. Позже узнаёт о тёмном прошлом Эрин. В конце истории показано, что он женился на Эрин, и у него появился сын по имени Джеш.
Сэйю: Кэнъити Судзумура
Сюнан (яп. シュナン) — старший сын верховного главнокомандующего армии тодо в регионе Тай-Ко. Мечтает изменить страну путём новых реформ и объединить её, избегая насилия (войны), и такую возможность находит путём сближения с Сэймией, законной наследницей трона Син-О. Так он влюбляется в неё, но их отношения, а вместе с тем и будущее страны, чуть не разрушает Дамия, которому такой союз не выгоден. В конце концов он женится на Сэймии и объединяет регионы.
Сэйю: Эйдзи Ханава
Нуган (яп. ヌガン) — младший брат Сюнана. Стремится доказать своему отцу, что является достойным преемником. Уважает Сюнана, но позже решает, что Сюнан предательски себя ведёт, считая, что страна должна оставаться такой, какая она есть сейчас. Королева Син-О управляет всей страной, не имея особой силы (лишь легенду о её предке — первой королеве Дже), а Тай-Ко защищает её, жертвуя собой. Из-за своей фанатичной преданности к Син-О, он не замечает, как им начал манипулировать Дамия. В конце концов терпит поражение.
Сэйю: Нару Кавамото
Соён (яп. ソヨン) — мать Эрин. Главный врач тодо в деревне Акэ. Является представительницей клана туманных людей, но покинула родных, когда вышла замуж Ассона, сына старейшины деревни Акэ. Использовала свои знания и умения в лекарском деле, полученные от народа, чтобы лечить тодо. Она также обучала свою дочь Эрин ветеринарии и обращению с животными, однако не стала ей раскрывать запретные техники своего клана. Была приговорена к смерти после таинственной смерти тодо Кибы. Позже много раз появляется в воспоминаниях Эрин.
Сэйю: Эрико Хирата
Джо-он (яп. ジョウン Дзё:н) — приёмный отец Эрин, пасечник, живёт в регионе Син-О. Был раньше учителем в престижной школе. Когда впервые встретил Эрин, обучил её многому в пчеловодстве. Когда Эрин заинтересовалась королевскими зверями, Джо-он устроил её в школу Казалм. Играет часто комическую роль, а Эрин называет «Маленькая мисс», или «Эрин-тян» (Эриночка).
Сэйю: Наоя Утида
Эсал (яп. エサル Эсару) — директриса школы Казалм. Старая подруга Джо-она. Приняла Эрин в школу. Обнаружила в ней способность находить общий язык с животными и решила дать на попечительство Лилан.
Сэйю: Саори Като

## Медиа-издания

### Роман
Первые 2 тома романа были выпущены издательством Kodansha 21 ноября 2006 года в формате бункобанов. Последние 2 тома были опубликованы 10 августа 2009 года.

### Манга
Манга-адаптация начала публиковаться издательством Kodansha. Всего выпущено 2 тома манги. Первый том Player of the Beast 1 (яп. 獣の奏者 1 Кэмоно но Содзя Ити) (ISBN 978-4-06-285056-8) был выпущен в ноябре 2008 года. Второй том Player of the Beast 2 (яп. 獣の奏者 2 Кэмноно но Содзя Ни) (ISBN 978-4-06-285069-8) был опубликован 16 января 2009 года.

### Аниме
Режиссёром аниме-сериала выступил Такаюки Хамана, первая серия начала транслироваться по телеканалу NHK с 10 января 2009 года. Открытие к аниме Сидзуку (яп. 雫) исполняет группа Sukima Switch, а концовку После Дождя исполняет cossami. Сериал официально доступен для просмотра с английскими субтитрами на сайте Crunchyroll с 4 сентября 2009 года.

## Критика
Представитель сайта Anime News Network определил сериал, как воплощение детской фантазии, причём удачное. Сериал предназначен и для взрослой аудитории. Главная героиня с одной стороны простая, с другой очаровательная. В то же время, политика царств показана очень реалистично, которая обусловлена культурными и физическими обстоятельствами. Сюжет переполнен необычными поворотами и не заставит скучать.